# Soczewka (województwo mazowieckie)
Soczewka – wieś w Polsce położona w województwie mazowieckim, w powiecie płockim, w gminie Nowy Duninów. Przed II wojną światową nosiła nazwę Moździerz.
W skład sołectwa Brwilno Dolne-Soczewka wchodzą wsie Brwilno Dolne i Soczewka.
Miejscowość Soczewka znajduje się 11 km od Płocka, na lewym brzegu Wisły, w otulinie Gostynińsko-Włocławskiego Parku Krajobrazowego. 

## Historia
W XVI w. w ujściowym odcinku Skrwy Lewej stały młyny należące do norbertanek płockich, trzy z nich nazywały się: Mojżesz (później Moździerz), Soczewka i Socha. W XIX w. wieś się nazywała Moździerz. W 1842 roku bankier i filantrop żydowskiego pochodzenia, Jan Epstein wykupił znajdującą się w Soczewce (w Moździerzy) fabrykę papieru (wybudowaną w 1823 r.). W 1846 roku na potrzeby papierni (poruszanie turbin) spiętrzono Skrwę Lewą, tworząc w ten sposób zbiornik wodny Soczewka. Robotnicy z papierni brali udział w powstaniu styczniowym, a po 1905 w strajkach i demonstracjach inicjowanych przez miejscową komórkę Komunistycznej Partii Polski. W 1932 fabryka papieru została zamknięta. 
Przez wiele lat funkcję lekarza pełnił w Soczewce znany polski działacz społeczny Stanisław Markiewicz.
W Soczewce urodził się Stanisław Figielski – duchowny katolicki, administrator apostolski diecezji płockiej podczas II wojny światowej.
W latach 1975–1998 miejscowość administracyjnie należała do województwa płockiego.

## Zabytki
- dworek z kompleksem parkowym i aleją lipową z XIX wieku
- neogotycki kościół Matki Boskiej Częstochowskiej z 1906